# Монморанси
Вижте пояснителната страница за други значения на Монморанси.
Монморансѝ (на френски: Montmorency) е град в северна Франция, административен център на кантона Монморанси в департамент Вал д'Оаз на регион Ил дьо Франс. Населението му е около 21 000 души (2017).
Разположен е на 61 метра надморска височина в Парижкия басейн, на 4 километра от десния бряг на Сена и на 14 километра северно от центъра на Париж. Селището се развива след IX век около замък, като през Средновековието е владение на влиятелния благороднически род Монморанси, а днес е предградие на Париж.

## Известни личности
Починали в Монморанси
- Андре Гретри (1741 – 1813), композитор
- Емил Сувестър (1806 – 1854), писател